# Borehamwood
Cet article possède un paronyme, voir Boreham (homonymie).
Borehamwood (ou plus exactement Elstree et Borehamwood) est une ville du Hertfordshire méridional, dans la banlieue londonienne. Elle fait partie du borough de Hertsmere, et possède un Conseil local des villes, d'Elstree et de Borehamwood.
La ville est desservie par la gare ferroviaire d'Elstree & Borehamwood sur la ligne First Capital Connect (précédemment Thameslink) (entre Londres et Bedford). La même ligne ferroviaire est employée par Midland Mainline entre la gare de Londres Saint-Pancras et Nottingham, bien que ces trains ne s'arrêtent pas à cette gare.
L'axe routier A1 passe à l'est de la ville, et l'autoroute M25 passe environ deux milles au nord de celui-ci.
Pendant la majeure partie du XXe siècle, la ville comprenait plusieurs studios d’enregistrement, où furent tournés, notamment, Le Bal des vampires, Moby Dick, 2001, l'Odyssée de l'espace, Orange mécanique, Indiana Jones et Star Wars. Cela a valu à la ville le surnom de« Hollywood britannique ». La plupart de ces studios sont maintenant fermés, et seuls les studios d'Elstree et le centre de télévision d’Elstree de la BBC demeurent.
Elle possède un journal hebdomadaire, le Temps de Borehamwood et d'Elstree, connu sous le nom de « temps de Borehamwood » .
Elle est jumelée avec Fontenay-aux-Roses depuis 1982.
Jusqu'en 2003, elle était le siège social de la filiale T-Mobile au Royaume-Uni.
En avril 2004, la ville comportait approximativement 30 000 résidents.